# ۵۰ ذات‌الکرسی
۵۰ ذات‌الکرسی یک ستاره است که در صورت فلکی ذات‌الکرسی قرار دارد.